# Varkensoorlog
De Varkensoorlog was een economische oorlog tussen het koninkrijk Servië en Oostenrijk-Hongarije die zich in 1906 afspeelde. 
Tot 1903 had in Servië koning Alexander Obrenovic op de troon gezeten. Hij leunde sterk op Oostenrijk-Hongarije. Veel Serviërs waren hier ontevreden mee en zagen liever een oriëntatie op Rusland en eventueel Bulgarije. Dit was een van de redenen voor Alexanders val in 1903. De nieuwe koning, Petar Karađorđevic, voerde een veel zelfstandiger politiek.
Dit was niet naar de zin van de Oostenrijkers, en zij kondigden een handelsembargo aan tegen Servië. De Serven besloten hun belangrijkste exportproduct, varkens, rechtstreeks naar nieuwe afzetgebieden in Frankrijk, Duitsland, Italië en Bulgarije te sturen in plaats van Oostenrijk-Hongarije.
De economische oorlog duurde jaren, en bracht Servië op korte termijn veel schade toe. Servië gaf echter niet toe zoals Oostenrijk-Hongarije hoopte en wist zelfs af te rekenen met de Oostenrijks-Hongaarse monopoliepositie.